# Mons Claudianus

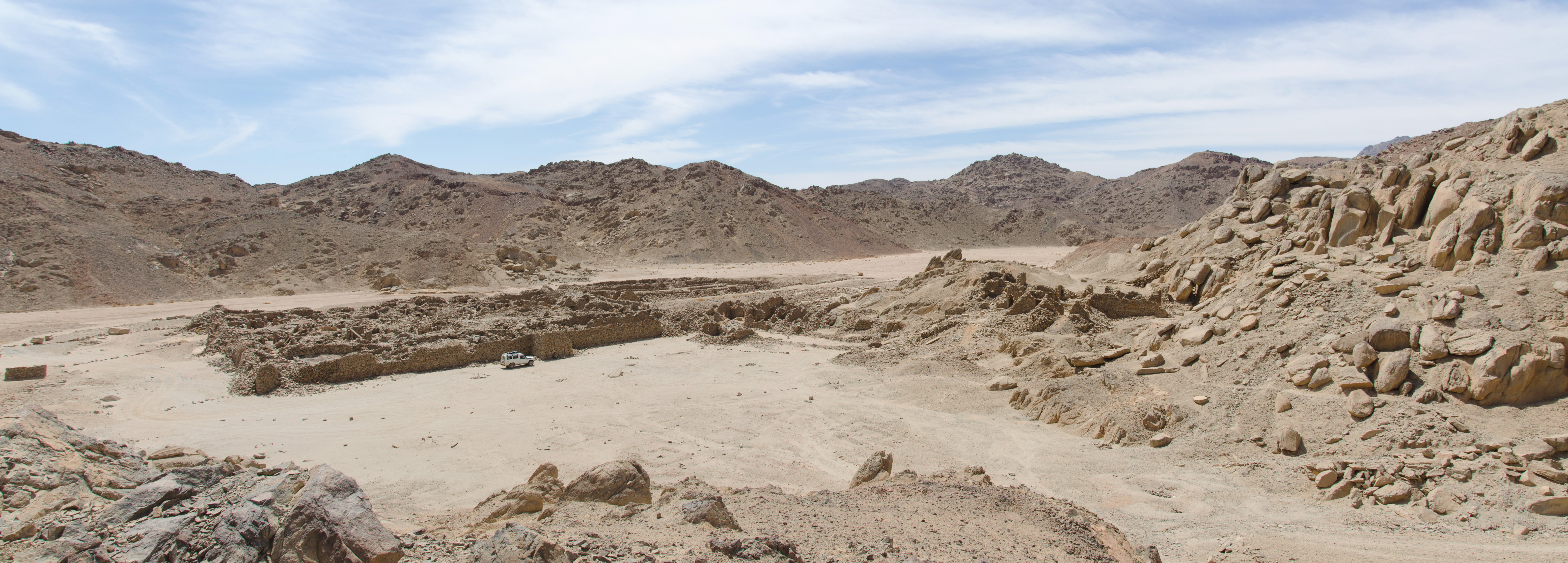
Pozostałości obozu wojskowego i domów mieszkalnych na Mons Claudianus

Mons Claudianus – zespół stanowisk archeologicznych i rzymska nazwa masywu górskiego (współcześnie Gebel Fatirah, Gebel Fatireh) w Egipcie, w górach na Pustyni Wschodniej, w którym Rzymianie wydobywali na cele budowlane gnejsy tonalitowe oraz granodioryty.

## Geologia i nazewnictwo skał
Główną jednostką geologiczną w rejonie Mons Claudianus jest batolit Mons Claudianus, będący jednym z elementów tarczy nubijskiej, składowej większej tarczy arabsko-nubijskiej. Batolit ma powierzchnię ok. 1200 km kw. i zbudowany jest z  tonalitów, trondhjemitów (odmiana granodiorytu) i granodiorytów datowanych na 664,12 ± 0,38 mln lat, czyli na późny proterozoik. Seria tych trzech skał buduje też samą górę Mons Claudianus. Batolit przecinają intruzje młodszych skał - granitów oraz skał wylewnych. 
W publikacjach historyków architektury surowiec wydobywany na Mons Claudianus określano jako „Granito del foro”, ponieważ był on często stosowany w budowlach Forum Romanum lub „Marmor Claudianum”, jednak wbrew tym nazwom nie jest on ani granitem, ani marmurem . W pracach geologicznych klasyfikowano go jako tonalit, kwarcowy dioryt lub granodioryt , opisano też próbkę sklasyfikowaną jako gnejs tonalitowo-granodiorytowy. W archeologicznym artykule popularnonaukowym nazwano te skały gnejsem tonalitowym. Wydobywana na Mons Claudianus skała cechuje się strukturą średnio- i grubokrystaliczną oraz wyraźną foliacją i kolorem biało-szarym ze skupieniami czarnych minerałów.

## Wydobycie
Gnejsy i granodioryty wydobywano na Mons Claudianus od I do III wieku n.e., w tym najintensywniej w pierwszej połowie II w. n.e.. W całym okresie eksploatacji powstało 130 kamieniołomów założonych w górnej partii stoku góry, dochodzących do 30 m szerokości. Wyrobiska były rozrzucone na terenie ok. 9 km². Pozyskane w podszczytowych partiach bloki skalne wstępnie obrabiano na miejscu, a następnie transportowano saniami na dół do ramp załadunkowych po specjalnie skonstruowanych pochylniach, z których najdłuższe mierzyły 500 metrów. Z doliny przewożono je wozami do portu nad Nilem, a następnie transportem rzecznym w dół rzeki. Część elementów skalnych, wykuwanych i obrabianych na Mons Claudianus, odznaczała się wielkimi rozmiarami i ciężarem – na miejscu zachowała się pęknięta kolumna o wadze 207 ton i długości 18 metrów.

## Zagospodarowanie obszaru wydobywczego

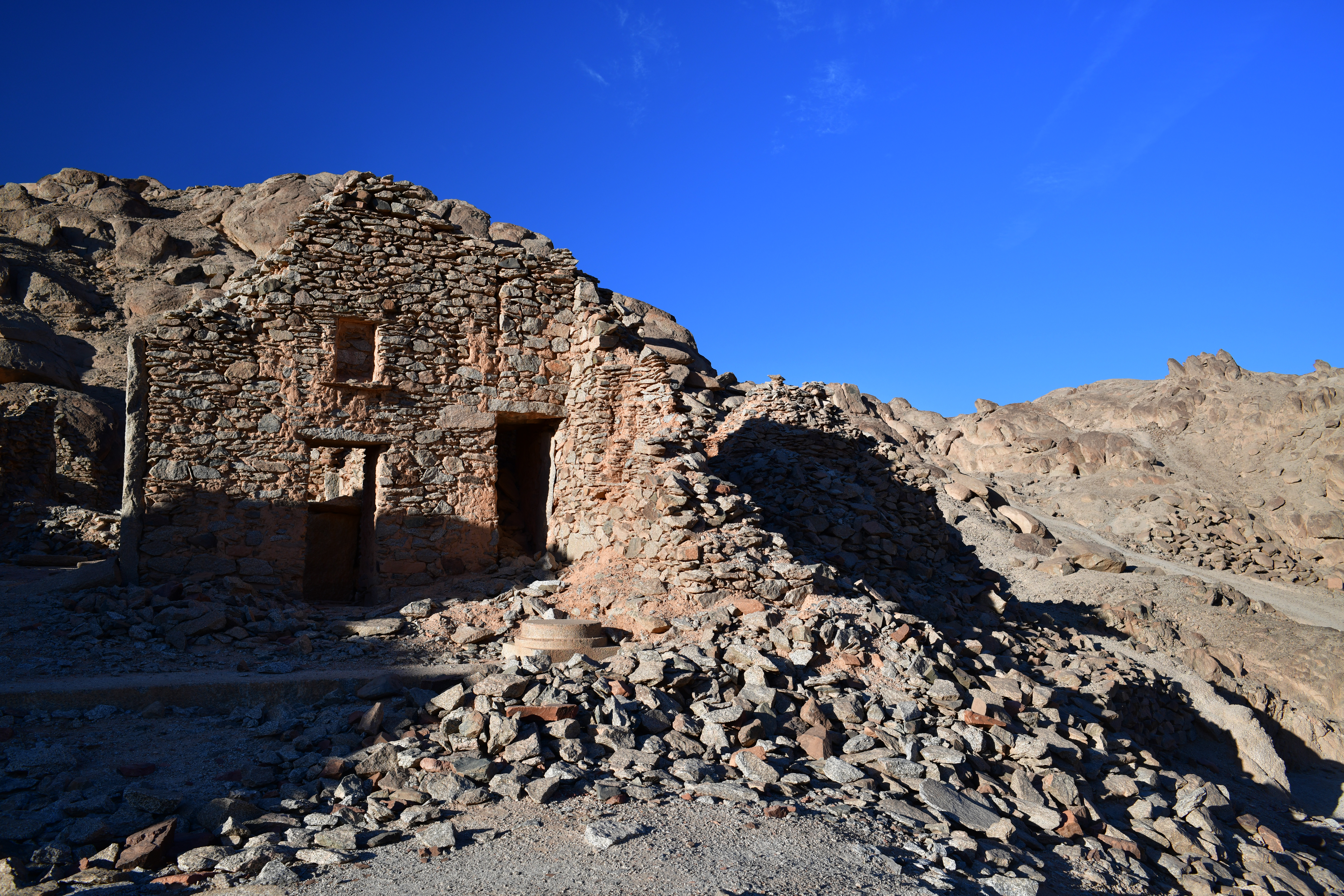
Ruiny zabudowań mieszkalnych

Przy wyrobiskach stwierdzono pozostałości zamieszkałych przez górników domostw oraz kilkunastu wojskowych wież strażniczych, a w centrum obszaru górniczego – większą osadę, w czasach funkcjonowania zwaną Hydreuma. Składała się ona z fortu obsadzonego garnizonem, sąsiadującej z nim dzielnicy mieszkalnej dla robotników i ich rodzin, a także świątyni poświęconej Zeusowi Serapisowi oraz rezydencji urzędnika. 
Eksploatacją i wstępną obróbką surowca zajmowali się wolni robotnicy najemni, sprowadzeni znad Nilu. Jak wskazują badania archeologiczne, wzniesione w tym miejscu domy charakteryzował przyzwoity standard, wynagrodzenie wypłacane robotnikom było dość wysokie, a wyżywienie obfite i zróżnicowane, choć żywność trzeba było sprowadzać z odległej – o pięć dni wędrówki karawaną – doliny Nilu, zaś owoce morza znad Morza Czerwonego. Minimalne ilości roślin uprawiano także na miejscu. Pracownicy zatrudnieni przy wyrobiskach spożywali również drogie produkty, w tym cytrony, wino oraz przywożony z Indii pieprz. Utrzymywali regularną łączność listowną z krewnymi znad Nilu, o czym wiadomo dzięki zachowanym na miejscu ostrakonom.

## Zastosowanie skał

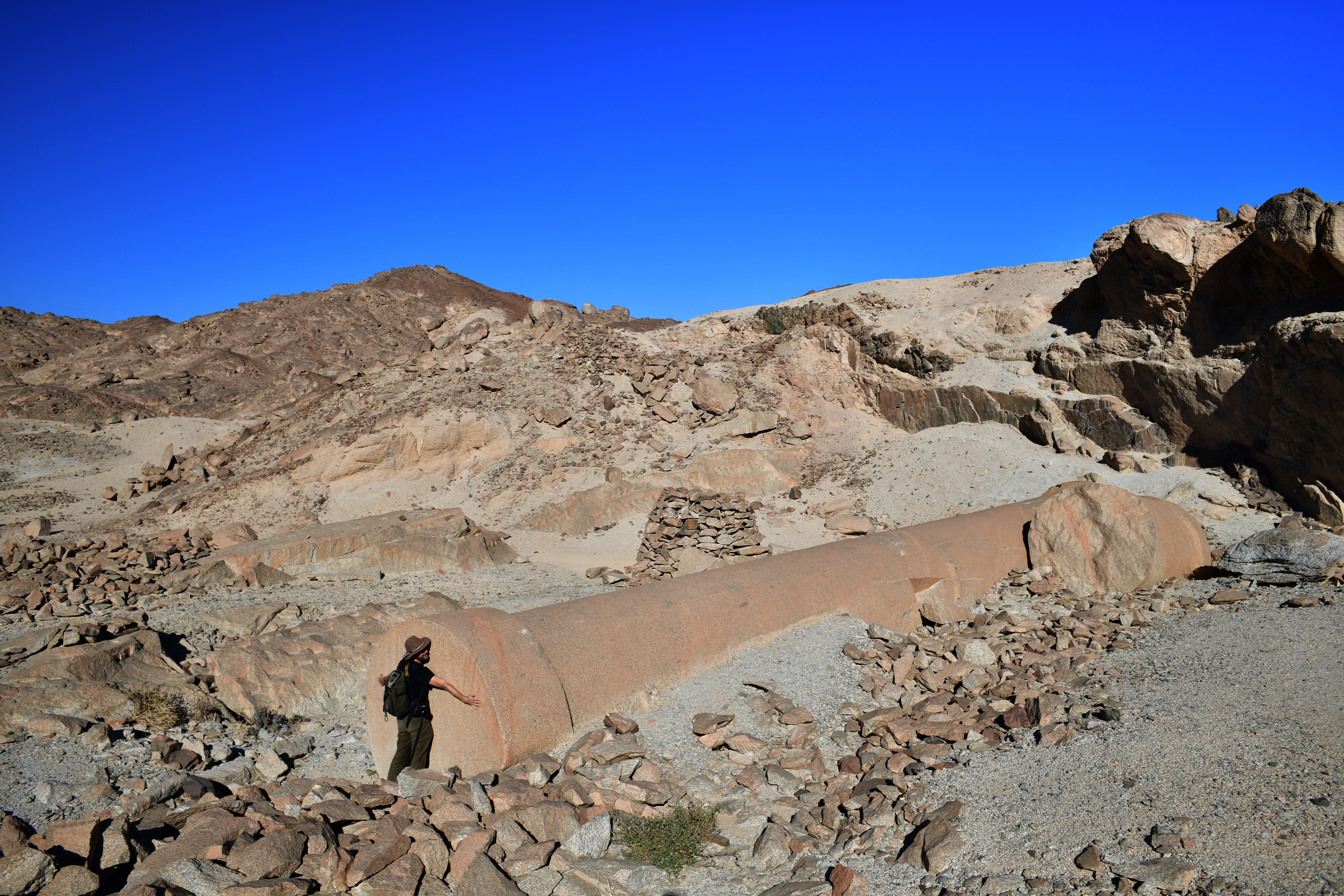
Porzucona kolumna wykuta z miejscowych skał

Skały z Mons Claudianus w całym cesarstwie rzymskim były cenionym surowcem do wyrobu różnych elementów dla reprezentacyjnych budowli, w tym kolumn. Elementy i bloki z tutejszego granodiorytu wykorzystano m.in. w bazylice Trajana, termach Karakalli i kilku pałacach na Palatynie, a także do wykucia kolumn pałacu cesarza Dioklecjana, wzniesionego na terenie obecnego chorwackiego miasta Split; także portyk Panteonu w Rzymie podtrzymują kolumny w większości wykute z gnejsu pozyskanego z tutejszych kamieniołomów. Wyrabiano z nich także płyty podłogowe, elewacyjne, wanny do łaźni i misy fontann.
W pobliżu Mons Claudianus znajduje się inny zespół rzymskich kamieniołomów – Mons Porphyrites, w którym wydobywano na potrzeby budowli reprezentacyjnych purpurowy porfir.